# كاس فابر
كاس فابر (بالهولندية: Cas Faber) هو لاعب كرة قدم هولندي في مركز الوسط، ولد في 18 يونيو 1999 في Geldrop ‏ في هولندا. لعب مع إف سي آيندهوفن.

## وصلات خارجية
- كاس فابر على موقع قاعدة بيانات كرة القدم.إي يو (الإنجليزية)
- كاس فابر على موقع Soccerway.com (الإنجليزية)
- كاس فابر على موقع عالم كرة القدم.نت (الإنجليزية)